# Srebreno
Srebreno är ett samhälle i kommunen Župa dubrovačka i Kroatien. Samhället har 428 invånare (2011) och är kommunen Župa dubrovačkas administrativa säte.